# Bócio exoftálmico
Bócio exoftálmico é uma forma de hipertireoidismo que possui como característica a exoftalmia (projeção dos globos oculares), causado pela quantidade em excesso de iodo na tireóide. Os principais sintomas são: taquicardia, insônia, tremor e emagrecimento.